# 저현고등학교
저현고등학교(杵峴高等學校)는 대한민국 경기도 고양시 일산동구 식사동에 있는 공립 고등학교이다.

## 학교 연혁
- 2011년 3월 1일 : 초대 오동석 교장 취임
- 2011년 3월 2일 : 제1회 입학식(8학급 284명)
- 2012년 3월 1일 : 자율형 공립고등학교 지정(~ 2017. 02. 28.)
- 2017년 3월 1일 : 자율형공립고등학교 지정 연장(~2022. 02. 28.)
- 2023년 1월 4일 : 제10회 졸업장 수여식(12학급 320명) (졸업생 누계 3,356명)
- 2023년 3월 2일 : 제13회 입학식(12학급 341명)
- 2023년 9월 1일 : 제4대 이상일 교장 취임

## 참고 자료
- 저현고등학교 - 한국교육학술정보원 학교알리미